# 弭間花菜
弭間 花菜（はずま かな、1996年〈平成8年〉5月9日 - ）は吉本興業所属のフリーアナウンサー。元秋田朝日放送アナウンサー。

## 人物・略歴
- 東京都八王子市出身。洗足学園中学校・高等学校、大妻女子大学文学部を卒業した[1]。
- 大学時代にモデルプレスTVにおいて、キャッチアップガール（2016年）を担当した。「ミス大妻コンテスト2017」で優勝した。その後、「ミスオブミス2018」においてファイナリスト[2]に選ばれる。
- 2019年（平成31年）3月、テレビ朝日アスクを卒業し同年4月、秋田朝日放送へ入社した。
- 2024年（令和6年）4月12日付の放送分[3]をもって秋田朝日放送を退社した。
- 2024年5月10日、吉本興業とマネジメント契約を結んだことを公表した[4]。
- ミス日本酒2025千葉代表に選出され[5]、2025年6月13日に開催された「2025 Miss SAKE Japan 最終選考会」で準グランプリに選定された[6]。

## 出演番組

### BS朝日時代
- News Access（2018年7月 - 2019年3月）

### 秋田朝日放送時代
- 朝だ!生です旅サラダ - 秋田中継アシスタント（2019年12月 - 2021年度）
- サタナビっ! - 中継担当ほか（2019年10月12日 - 2023年3月25日)、MC（2023年4月1日 - 2024年3月30日）
- トレタテ! - フィールドキャスター
- eスポーツバラエティ ゆるe〜学園 - MC（2020年11月 - 2024年3月）
- ぷぁぷぁ金星（2021年 - 2024年4月12日）